# Parafia Świętych Apostołów Piotra i Pawła w Okrzei
Parafia Świętych Apostołów Piotra i Pawła w Okrzei – parafia rzymskokatolicka w Okrzei należąca do dekanatu Żelechów diecezji siedleckiej.
Parafia założona w 1469 roku. Obecny kościół parafialny murowany, wybudowany w latach 1790–1793, konsekrowany w 1793 roku. Organy, piąte z kolei i pochodzące z roku 1925, po ponad półrocznej konserwacji zostały oddane do użytku w styczniu 2022.
Do  parafii należą wierni zamieszkali w miejscowościach: Bramka, Budki, Cisownik, Feliksin, Gęsia Wólka, Gózd, Huta Radoryska, Jagodne, Kokoszka, Okrzeja, Rzyczyna, Sokola, Wojciechówka oraz Wola Okrzejska.